# Доходный дом С. Л. Рувинского
Доходный дом С. Л. Рувинского — ростовский памятник градостроительства и архитектуры. Здание расположено на улице Шаумяна в историческом районе Ростова-на-Дону. Построено в 1900-е годы, о чем ранее свидетельствовала утраченная табличка над главным входом. С 1998 года зданию присвоен статус объекта культурного наследия России регионального значения.

## История
Дом С. Л. Рувинского не только является ценным образцом архитектуры начала XX века, но и играет важную роль в культурной жизни Ростова-на-Дону. Размещение на его первом этаже частных музыкальных курсов свидетельствует о том, что здание было частью образовательной и культурной среды города. Кроме того, дом является важным градоформирующим элементом исторической застройки улицы Шаумяна. Владелец дома — ростовский предприниматель Семен Лазаревич Рувинский, занимался оборудованием для водопроводов и слесарным делом. Дом на Шаумяна был доходным: на первом этаже размещались коммерческие помещения, а на втором жилые комнаты для сдачи в наем, одну квартиру занимала семья Рувинских.
После революции 1917 года судьба семьи Рувинских остаётся неизвестной. В 1920 году здание было муниципализировано и преобразовано в коммунальное жильё, при этом некоторые прежние жильцы остались в своих квартирах. Музыкальные курсы, располагавшиеся на первом этаже, были заменены начальной школой домработниц, действовавшей при групкоме №1. Во время Великой Отечественной войны дом уцелел, несмотря на масштабные разрушения в Ростове-на-Дону. В послевоенные годы, когда город активно восстанавливался, здание было заселено ещё плотнее. Среди его жильцов в этот период была чета ростовских художников Скопцовых.
В 2020 году, вместо планового укрепления фундамента, Администрация города признала его аварийным. В 2021 году один из благотворительных фондов назвал доходный дом С. Л. Рувинского одним из самых красивых зданий Ростова, находящихся под угрозой разрушения. А уже в 2022 году из дома начали расселять жильцов, по постановлению градоначальника Алексея Логвиненко. В 2025 году законсервированный дом был разграблен вандалами, вынесшими из него кованые перила вместе с дореволюционной оградой XIX века и железную дверь во дворе.

## Архитектурные особенности
Здание имеет сложную конфигурацию в плане и включает три этажа, подвал и небольшой внутренний двор. Его главный фасад, выходящий на улицу Шаумяна, является образцом кирпичной эклектики с элементами неоренессанса. Композиция фасада построена на контрасте между мощной рустовкой первого этажа, придающей зданию основательность, и более лёгкими, украшенными декоративными элементами верхними этажами. Арочные оконные проёмы второго и третьего этажей оформлены архивольтами, что усиливает вертикальный ритм фасада. Окна второго этажа дополнены декоративными сандриками с трёхчастными замковыми камнями, а третьего — объединены в аркаду, подчёркнутую нишами сложной геометрии. Пилястры и рустованные лопатки в простенках придают фасаду рельефность, а выразительный венчающий карниз с кронштейнами и декоративными сухариками завершает композицию. Первый этаж, предназначенный для коммерческих помещений, отличается лучковыми оконными проёмами с клинчатыми перемычками и веерными замками. Междуэтажные тяги дополнены ступенчатыми декоративными элементами, создающими чёткое зонирование фасада. В центральной части здания расположен проезд во внутренний двор, который акцентирован раскреповкой и декоративными деталями.
Внутренний интерьер дома включает двухмаршевую парадную лестницу с оригинальными архитектурными деталями, сохранившимися с момента постройки.